# يوهان شفايغر
يوهان شفايغر (بالألمانية: Johann Schweigger) هو عالم ألماني في مجالات الكيمياء والفيزياء والرياضيات، عاش في الفترة ما بين 1779 - 1857.
يعد شفايغر أول من اسنخدم مصطلح هالوجين، ولذي استخدمه لوصف الكلور سنة 1811؛ كما أجرى أبحاثه على الكهرباء وتمكن من صنع مقياس جلفاني حساس سنة 1820.